# Émile Fréteur
Émile Fréteur (Croix, 22 maggio 1879 – Wattrelos, 14 giugno 1953) è stato un ginnasta francese.
Partecipò ai Giochi olimpici del 1900 di Parigi dove arrivò quarantasettesimo nella gara degli esercizi combinati.